# 天主教法拉凡加納教區
天主教法拉凡加納教區（拉丁語：Dioecesis Farafanganensis）是馬達加斯加一個羅馬天主教教區，屬菲亞納蘭楚阿總教區。
教區成立於1957年4月8日，2006年有教友92,106人（佔轄區總人口9.7%）、廿三個堂區、卅八名司鐸。目前區主教席位處於出缺狀態。